# Saltsø
En saltsø eller salin indsø er en endorheisk indsø med en koncentration af salte (hovedsagelig natriumklorid) og andre mineraler betydeligt højere end normalt (ofte defineret som mindst tre milligram salt pr. liter). I mange tilfælde har saltsøer højere koncentration af salt end havvand.

## Dannelse
Saltsøer dannes når vandet, som strømmer ind i indsøen med sine opløste salte og mineraler, ikke kan komme ud igen, fordi indsøen ikke har afløb. Derefter fordamper vandet og efterlader de opløste salte i søen så saliniteten (saltholdigheden) i vandet øges. 
En saltsø er af denne grund et udmærket sted for saltproduktion, og der anlægges også kunstige saltsøer, såkaldte saltdamme.
Den høje salinitet fører også til en unik flora og fauna i indsøen.

## Når vandet er forsvundet
Hvis mængden af vand som strømmer ind i indsøen er mindre end det som fordamper, så vil indsøen til sidst forsvinde helt og efterlade en saltslette eller playa, som for eksempel Bonneville Salt Flats i Utah, USA.

## De største saltsøer
De fire største saltsøer i verden er, i rækkefølge: Det Kaspiske hav, Aralsøen, Balkhasjsøen og Great Salt Lake, som også er størst på den vestlige halvkugle. Den saltsø som ligger højest over havet er Namtso, og den lavest beliggende er Dødehavet, som også er det laveste punkt på Jordens overflade overhovedet.